# Liste de corpuri cerești
- Lista stelelor
- Lista celor mai apropiate stele
- Lista celor mai masive stele
- Lista celor mai mari stele
- Lista stelelor în funcție de strălucire
- Lista stelelor variabile
- Lista stelelor cu sistem solar
- Lista planetelor sistemului solar
  - Lista sateliților naturali
- Lista planetelor minore
  - Listă de asteroizi notabili
  - Listă de comete
  - Lista cometelor celebre
  - Lista obiectelor trans-Neptuniene
- Listă de corpuri cerești cu denumiri românești
- Lista pulsarilor
- Listă de quasari
- Lista blazarilor
- Lista găurilor negre
- Lista constelațiilor
- Lista galaxiilor
- Lista celor mai apropiate galaxii
- Lista sateliților din Calea Lactee
- Lista roiurilor stelare